# 6266 Летзел
6266 Летзел (6266 Letzel) — астероїд головного поясу, відкритий 4 жовтня 1986 року.
Тіссеранів параметр щодо Юпітера — 3,585.